# Zedea
Zedea (en arménien Զեդեա ) est une communauté rurale du marz de Vayots Dzor, en Arménie. Elle compte 207 habitants en 2008.